# Молодёжный (муниципальный округ Горноуральский)
Молодёжный — посёлок в Пригородном районе Свердловской области России. Входит в муниципальный округ Горноуральский, управляется Покровской территориальной администрацией. Ранее входил в состав Покровского сельсовета Пригородного района.
До 1966 года назывался посёлком фермы N 3 племзавода Нижний Тагил.

## География
Посёлок Молодёжный расположен в 26 километрах к востоко-северо-востоку от города Нижнего Тагила и в 5 километрах к северо-востоку от села Покровского.

## История
Основан в 1933 году. В 1966 году Указом Президиума ВС РСФСР посёлок фермы № 3 племзавода «Нижний Тагил» переименован в Молодёжный.

## Население
| 2002 | 2010 | 2021 |
| ---- | ---- | ---- |
| 99   | ↘44  | ↗61  |

Структура
По данным Всероссийской переписи населения 2002 года, национальный состав посёлка следующий: русские — 78 %, башкиры — 8 %, татары — 6 %. По данным переписи населения 2010 года, в посёлке проживали 44 человека — 22 мужчины и 22 женщины.